# 北村昌士
北村 昌士（きたむら まさし、1956年7月22日 - 2006年6月17日）は、日本のミュージシャン、編集者、音楽評論家。

## 経歴
1977年に雑誌『FOOL'S MATE』を創刊し、初代編集長を務める。『FOOL'S MATE』は、プログレッシブ・ロック、クラウトロック、ニュー・ウェイヴ、ポストパンクといった音楽や、ウィリアム・S・バロウズなどのサブカルチャーを日本に紹介する役割を果たし、1970年から1980年代にかけての日本のミュージック・シーンに大きな影響を与えた。
1984年にインディーズレーベルのTRANS RECORDSを創立するとともに、YBO2を結成し、ボーカル、ベースを担当。1985年には『FOOL'S MATE』の編集を離れ、以後は音楽活動を中心にする。1993年からはTRANS RECORDSの後身レーベルであるSSE COMMUNICATIONSを設立・運営。また、YBO2と並行してCANIS LUPUS、そして1990年のYBO2活動停止後は新バンドDIFFERANCEなどでも活動していた。
2006年6月17日に心臓疾患のため49歳で逝去。その死は遺族の意向によりしばらくの間伏せられ、『FOOL'S MATE』2006年9月号で公表された。
2011年6月17日の命日に、追悼イベント「WORN OUT MUSIC」が新大久保のライブハウス「EARTHDOM」で開催された。企画自体は以前からあったところ、東日本大震災の発生によりさらに広い意味での追悼イベントとされた。森川誠一郎（元Z.O.A）、BACTERIA、黒百合姉妹など、TRANS RECORDS / SSE COMMUNICATIONSゆかりのアーティストらが共演した。

## 音楽作品

### 北村昌士+フォノジェニックス
- ポスト・モダーン・ミュージックへの序章（1984年）- アルバム

### 北村昌士
- SONGS RARE（2022年）- ライブ、スタジオなどの未発表テイクを収録したアルバム
- DAWN FROM CONFUSED（2022年）- “北村UNIT”と記された未発表ライブを収録したアルバム

### YBO2
- YBO2の項目を参照

### CANIS LUPUS
- I（1988年）- 12'ミニアルバム
- II（1989年）- 12'ミニアルバム
- aqua perspective（1990年）- アルバム
- ROAR（2019年）- 1989年頃のライブ音源を収録したアルバム
- THE DOCUMENT（2020年）ヤマジカズヒデが全面参加したライブ音源を収録したアルバム
- VIVET（2020年）ヤマジカズヒデが全面参加したライブ音源を収録したアルバム
- G.T.O II WORKS（2020年）- ヤマジカズヒデが参加した未発表スタジオ・テイクを収録したアルバム
- Cask Strength 1 Choco（2020年）- 代々木チョコレートシティのライブ音源を収録したアルバム
- Cask Strength 2 Takamatsu Club House 1989（2020年）- 1989年7月29日 高松クラブハウスのライブ音源を収録したアルバム
- Cask Strength 3 Kobe Chicken George 1989（2020年）1989年7月28日 神戸チキンジョージのライブ音源を収録したアルバム
- Cask Strength 4 Okayama Pepperland（2020年）- 岡山ペパーランドのライブ音源を収録したアルバム
- Cask Strength 5 Quattro（2020年）- 渋谷クラブクアトロのライブ音源を収録したアルバム
- Cask Strength 6（2020年）- ライブアルバム
- Aqua Perspective Session α（2020年）- 未発表テイク・ミックス集
- Aqua Perspective Session β（2020年）- 未発表テイク・ミックス集

### DIFFERANCE
- Night Crash（1994年）- アルバム
- AFFINITY（1995年）- アルバム
- All Along the Night～Paint It Black!（1995年）- アルバム
- SKYBURIAL（鳥葬）（1999年）- アルバム

## 著書
- キング・クリムゾン 至高の音宇宙を求めて（1981年、シンコーミュージック・エンタテイメント）